# Vierge à l'Enfant avec saint Jean-Baptiste enfant et six anges
Vierge à l'Enfant avec saint Jean-Baptiste enfant et six anges – en italien Madonna con Bambino, San Giovannino e angeli – est un tableau réalisé vers 1488-1490 par le peintre florentin Sandro Botticelli et son atelier. Peint a tempera sur bois, ce tondo de grand format est une Madone entourée de six jeunes anges et adorée par le petit Jean Baptiste, à genoux. Représentés sous trois vases de roses, Marie et l'Enfant Jésus se tiennent tête contre tête, lui une grenade à la main. L'œuvre est conservée à la Galerie Borghèse, à Rome.